# Respect the Power of Love
Respect the Power of Love – jedenasty singel Namie Amuro. 
Singel został wydany 17 marca 1999 - w dniu zamordowania Emiko Taira, matki Namie Amuro przez jej szwagra. Amuro po otrzymaniu informacji o śmierci matki, przerwała promocję singla i przyleciała do Okinawy. W ciągu dziesięciu tygodni trwania rankingu Oricon sprzedano 500 000 egzemplarzy singla. Płyta znalazła się na #43 miejscu najlepiej sprzedających się singli w 1999.

## Lista utworów
| 1. | Respect the Power of Love (Straight Run)          | 4:21  |
|    |                                                   |       |
| 2. | TRespect the Power of Love (NYC Uptown remix)     | 4:01  |
|    |                                                   |       |
| 3. | Respect the Power of Love (wersja instrumentalna) | 4:17  |
|    |                                                   |       |
|    |                                                   | 12:39 |
|    |                                                   |       |

## Wystąpienia na żywo
- 12 marca 1999 – Music Station
- 15 marca 1999 – Hey! Hey! Hey!
- 23 marca 1999 – Utaban
- 27 marca 1999 – Pop Jam
- 29 marca 1999 – Hey! Hey! Hey! Music Awards III
- 2 kwietnia 1999 – Music Station Special
- 27 grudnia 1999 – SMAPxSMAP
- 31 grudnia 1999 – 50th Kōhaku Uta Gassen

## Produkcja
- Producenci – Tetsuya Komuro, Rob Arbittier & Gary Adante
- Aranżacja – Tetsuya Komuro
- Miksowanie – Eddie Delena
- Remiksowanie - Roland Clark

## Oricon
| Diagram                                                    | Pozycja |
| ---------------------------------------------------------- | ------- |
| Dzienny diagram Oricon (w pierwszym dniu sprzedaży)        | -       |
| Tygodniowy diagram Oricon (w pierwszym tygodniu sprzedaży) | #2      |
| Miesięczny diagram Oricon (w pierwszym miesiącu sprzedaży) | #3      |
| Roczny diagram Oricon                                      | #40     |